# Eotyrannus
Eotyrannus („Jitřní tyran“) byl rod menšího až středně velkého tyranosauroidního teropodního dinosaura, který žil na území dnešní Velké Británie (ostrov Isle of Wight) v období spodní křídy (souvrství Wessex, stáří asi 130 až 125 milionů let).

## Popis
Tento dávný příbuzný (nikoliv ale předchůdce) populárního severoamerického tyranosaura byl v dospělosti asi 6 metrů dlouhý a na rozdíl od svého slavnějšího příbuzného měl v poměru k tělu ještě poměrně dlouhé a silné přední končetiny. Objeven byl však pouze subadultní, plně nedorostlý jedinec, jehož délka činí asi 4,5 metru. Jeho evropský výskyt značně pozměňuje dřívější předpoklady o vzniku a biogeografickém rozšíření tyranosauroidů. Příbuzným rodem mohl být Calamosaurus.
Formálně byl tento teropod popsán roku 2001, typovým druhem je E. lengi.

## Paleobiologie
Eotyrannus zřejmě lovil menší až středně velké býložravé ptakopánvé dinosaury jako byl Hypsilophodon a Iguanodon (v jeho případě zřejmě jen mláďata nebo zesláblé kusy). Není jisté, zda žil a lovil ve smečkách, nicméně je to možné. Objevené fosilie patřily ještě nedospělému (subadultnímu) jedinci o délce asi 3 až 4,6 metru a hmotnosti kolem 70 kilogramů.

## Zařazení
Eotyrannus byl nepochybně zástupcem nadčeledi Tyrannosauroidea. Někdy bývá také řazen do čeledi Stokesosauridae.